# Solomon Kane (film)
Solomon Kane este un film din 2009 regizat de Michael J. Bassett. Scenariul se bazează pe povestea personajului fictiv Solomon Kane creat de Robert E. Howard în 1928. James Purefoy interpretează rolul lui Solomon Kane. În alte roluri sunt distribuiți Max von Sydow, Rachel Hurd-Wood și Pete Postlethwaite. Filmul este o poveste despre originea personajului Solomon Kane și este programat a fi primul dintr-o trilogie.

## Rezumat
Filmul începe în Africa de Nord, în anul 1600, cu mercenarul englez Solomon Kane conducând echipajul navei sale în lupta împotriva ocupanților otomani ai unui oraș cetate. După înfrângerea apărătorilor otomani, Solomon și oamenii lui intră în cetate, doar pentru a ajunge într-o cameră cu oglinzi fermecate. Demonii prinși în oglinzi îi atacă și ucid pe majoritatea membrilor echipajului, dar Solomon ajunge în sala tronului. Acolo apare un demon îmbrăcat cu o haină cu glugă neagră și înarmat cu o sabie de foc. Demonul se prezintă ca Reaper, slujitorul Diavolului, și-i spune lui Solomon că faptele sale rele i-au condamnat irevocabil sufletul și el este destinat acum Iadului. După un duel scurt, Solomon strigă: "Eu nu sunt încă pregătit pentru Iad!" și sare prin fereastra sălii tronului în mare. În timp ce el fuge, Reaper spune că sufletul lui Solomon va fi al Diavolului.
După întâlnirea cu Reaper, Solomon se întoarce acasă în Anglia și își găsește refugiu într-o mănăstire de la țară. Cu toate acestea, din cauza visurilor starețului, Solomon este în scurt timp expulzat și trimis înapoi la moșiile sale strămoșești din Devon, unde Solomon nu mai fusese de când tatăl său l-a renegat. De-a lungul drumului, el este atacat de tâlhari și, ca urmare a faptului că a adoptat o viață pașnică și nu mai vrea să lupte, este bătut și lăsat inconștient. El este găsit și îngrijit de familia Crowthorn, o familie de puritani care mergeau spre vest pentru a ajunge în Lumea Nouă. El călătorește alături de ei, dar familia este prinsă într-o ambuscadă de către adepții vrăjitorului Malachi și brutalul lui conducător de oști, călărețul mascat. Cea mai mare parte a familiei este ucisă, cu excepția lui Meredith, care este răpită, și a mamei sale Katherine. Când Samual, fratele mai mic al lui Meredith, este ucis fără milă chiar în fața ochilor săi, Solomon se înfurie și începe să lupte, ucigându-i pe majoritatea atacatorilor. Capul familiei, William Crowthorn, spune în ultimele sale cuvinte că sufletul lui Solomon va fi mântuit dacă el o va salva pe Meredith. Solomon, după ce și-a reluat viață de luptă violentă împotriva atacatorilor, ia un cal, arme și pornește în urmărire.
Solomon se luptă cu adepții lui Malachi prin întreaga țară, salvând mulți prizonieri, dar nu reușește să o găsească pe Meredith. Pe drum, el întâlnește un preot dement care-l informează că adepții lui Maleahi îi iau pe supraviețuitorii mai slabi ca sclavi, în timp ce îi transformă pe cei puternici în soldați. Preotul încearcă să-i hrănească cu Solomon pe enoriașii săi care au devenit strigoi. Solomon scapă, dar este încercuit de tâlharii care-l atacaseră mai devreme, care au fost transformate de către călărețul mascat în soldați ai lui Malachi. Solomon îi ucide pe toți, dar pe ultimul îl interoghează, iar acesta din urmă îi spune că Meredith este moartă. Solomon refuză să creadă acest lucru și îl dă pe tâlhar pe mâna strigoilor. El ajunge într-un sat, unde stă la un han și bea în exces, considerând că sufletul lui acum este acum cu siguranță condamnat pentru că nu a salvat fata. Este recunoscut de foști marinari, care încearcă să-l recruteze ca lider al rezistenței împotriva lui Malachi. Kane refuză. Cu toate acestea, adepții lui Malachi atacă hanul și-i crucifică pe membrii mișcării de rezistență, inclusiv pe Kane. În timp ce se afla pe cruce, prin spatele său trece o căruță în care se afla Meredith. Ea îl recunoaște pe Kane și îl strigă. El își dă seama că mai are o șansă de a se salva și se dă jos de pe cruce. Înainte ca adepții lui Malachi să-l ucidă, el este salvat de câțiva supraviețuitori ai rezistenței, care-l duc pe Solomon în siguranță.
Kane este tratat cu magie de către o vrăjitoare păgână și este gata în scurt timp să-și reia urmărirea. Membrii Rezistenței îi explică unele fapte din trecutul lui Malachi (el a fost odată preot care a devenit vrăjitor pentru a obține puteri mai mari) și îi spun că el locuiește acum în casa strămoșească a lui Kane. Kane îi conduce în castel printr-un pasaj subteran. În timp ce membrii rezistenței luptă cu soldații lui Malachi, Kane merge prin galeriile subterane și eliberează mulți prizonieri. El nu o găsește pe Meredith, dar își găsește tatăl, epuizat și închis cu lanțuri magice. Tatăl său îi explică faptul că călărețul mascat este în realitate fratele mai mare al lui Solomon, Marcus Kane, pe care Kane a crezut că l-a ucis într-un accident la scurt timp după ce a fost alungat de acasă. Marcus a fost, însă, doar grav rănit și lăsat în comă: după ce preoții și vindecătorii nu au reușit să-l trezească, tatăl lui Solomon a apelat la Malachi, care l-a readus pe Marcus înapoi la viață: cu toate acestea, Marcus a fost oribil desfigurat și a devenit slujitor al lui Malachi, care l-a transformat pe Marcus în mâna sa de fier: Călărețul Mascat. Solomon îl împușcă pe tatăl său, la cererea acestuia din urmă, și merge în sala tronului pentru a se conftrunta cu Malachi.
În sala tronului, Kane se confruntă cu Malachi, care remarcă tot ceea ce i s-a întâmplat lui Solomon a fost menit să-l aducă la acest loc înainte de moarte. Solomon o observă acolo pe Meredith într-o cușcă din sala tronului: înainte ca ea să poată să-l avertizeze că este o capcană, Marcus îl lovește cu sabia pe la spate pe Solomon. În ciuda rănii sale, Solomon încearcă să discute cu fratele său, dar nu este ascultat, așa că cei doi frați luptă până la moarte: după o luptă de lungă durată, Solomon îi dă foc lui Marcus și-l decapitează. În același timp, Malachi folosește "sângele nevinovat" al lui Meredith pentru a deschide un portal, eliberând astfel un demon trimis pentru a lua cu el sufletul lui Solomon. După o luptă disperată, Kane îl împușcă pe Malachi în cap și toate cele trei suflete (Kane, Malachi și demonul) sunt aparent trase în Iad. Dar pentru că a salvat-o pe Meredith, Kane și-a răscumpărat sufletul și astfel scapă de iad. Meredith călătorește în America cu mama ei, în timp ce Solomon, după îngroparea tatălui și a fratelui său, declară că răul există în altă parte a lumii și că el îi va pune capăt.

## Distribuție
- James Purefoy - Solomon Kane
- Max von Sydow - Josiah Kane
- Rachel Hurd-Wood - Meredith Crowthorn
- Mackenzie Crook - părintele Michael
- Pete Postlethwaitee - William Crowthorn
- Ian Whyte - Reaper, Slujitorul Satanei
- Alice Krige - Katherine Crowthorn
- Ben Steel - Fletcher
- Anthony Wilks - Edward Crowthorn
- Jason Flemyng - Malachi
- Samuel Roukin - Marcus Kane
- James Babson - Skinhead
- Laura Baranik - un prizonier
- Geoff Bell - Beard
- Matthew Blood - Smytheste Merton
- Brian Caspe - preotul
- John Comer - Erasmus Woolman
- Christian Dunckley Clark - locotenentul Malthus
- Patrick Hurd-Wood - Samuel Crowthorn
- Ryan James - Călărețul
- Rory McCann - McNess
- Andrea Miltner - un captiv
- Kenny Mitchell - un călăreț
- Stewart Moore - Garrick
- Beryl Nesbitt - Old Crone
- Mark O'Neal - soldat al lui Kane
- Robert Russell - Abbott
- Lucas Stone - tânărul Solomon
- Gordon Truefitt - Stable Master
- Marek Vasut - Tattoo
- Philip Waley - Alfie Bețivul
- Andrew Whitlaw - un bătrân Călugăr
- Philip Winchester - Telford

## Recepție critică
Filmul a primit recenzii pozitive în cea mai mare parte. Rotten Tomatoes raportează că 83% dintre acestea sunt favorabile, după o medie de 6.5 din 10.
Empire i-a dat filmului trei stele din cinci, lăudându-l pe scenaristul-regizor Michael J. Bassett că a condus filmul "cu același nivel de implicare pe care l-a avut Peter Jackson în trilogia Stăpânul Inelelor, momentele intunecate fiind o influență evidentă asupra filmului lui Bassett."
Variety i-a făcut filmului o recenzie negativă,  precizând că filmul "nu este prea amuzant". Regizarea lui de către Bassett este descrisă ca fiind "fără prea mult fler", în timp ce Purefoy "îndură un efort intens; nu e vina lui că scenariul îi dă personajului o misiune, dar puțină personalitate".
The Guardian i-a dat filmului trei stele din cinci. Concluzia lui a fost mixtă, precizând: "Există o mulțime de lucruri bune aici: un ton serios, ritm echilibrat, peisaj plin de noroi și de sânge și o schimbare convingătoare a accentului vestic al lui Purefoy. Dar Kane este o potrivire nu prea reușită în șablonul poveștii originilor; este o poveste cu unele surprize."
Time Out i-a acordat filmului 4 stele din 5, făcându- o recenzie pozitivă în care a lăudat originalitatea poveștii.